# Roisin (Honnelles)
Roisin – dzielnica (section) gminy Honnelles w Belgii, w Regionie Walońskim, w prowincji Hainaut, w okręgu Mons. 1 stycznia 2020 roku liczyła 1237 mieszkańców. Do 31 grudnia 1976 samodzielna gmina. 

## Demografia
Liczba mieszkańców, stan na 1 stycznia:
| Rok                | 1930 | 1947 | 1961 | 2020 |
| ------------------ | ---- | ---- | ---- | ---- |
| Liczba mieszkańców | 1679 | 1447 | 1296 | 1237 |